# Aéroport de Croydon
L'aéroport de Croydon est l'ancien aéroport international de Londres et le principal et seul aéroport international du Royaume-Uni pendant l'entre-deux-guerres. Il est situé à Croydon, dans le sud de Londres, en Angleterre.

## Histoire

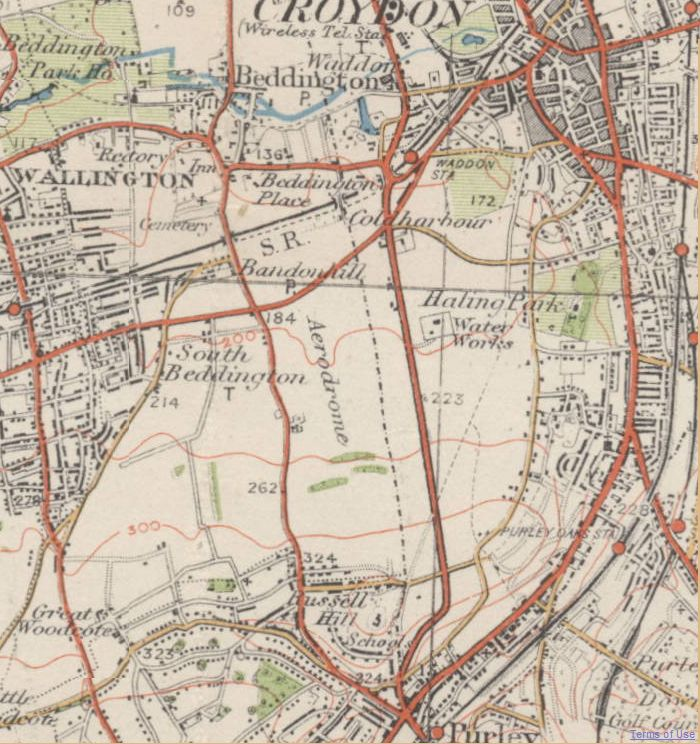
Zone autour de l'aéroport de Croydon telle qu'elle était dans les années 1920 et les années 1930.

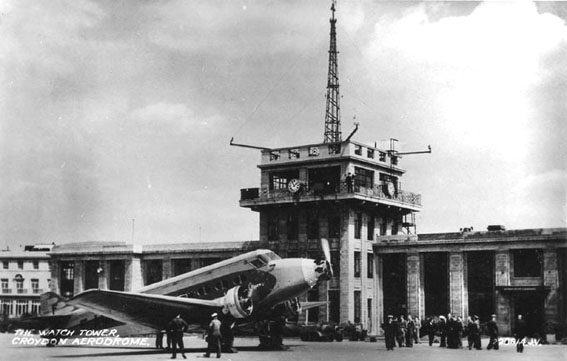
L'aéroport de Croydon en 1936.

### Origine

#### Aérodrome de Beddington
En décembre 1915, l'aérodrome de Beddington est créé, c'est l'un des nombreux petits aérodromes autour de Londres créés pour se protéger contre les raids de dirigeables Zeppelin pendant la Première Guerre mondiale. En janvier 1916, les deux premiers appareils arrivent à l'aérodrome dans le cadre de la défense du territoire.
L'aérodrome de Beddington est devenu un grand aérodrome d'avions de réserve et d'entraînement pour le Royal Flying Corps. À la fin de la Première Guerre mondiale, l'aérodrome est conservé, devenant un important terrain d'entraînement pour la Royal Air Force nouvellement formée. En 1919, le Prince Albert (plus tard George VI ) y gagne ses « ailes » avec le 29e Escadron d'entraînement, le premier membre de la famille royale à apprendre à voler. Son frère aîné, le Prince de Galles (plus tard Édouard VIII ), reçoit une formation de pilotage avec le 29e escadron d'entraînement à Beddington en 1919.

#### Aérodrome de Waddon
L'aérodrome de Waddon, lui, ouvre ses portes en 1918, pour effectuer des vols d'essai.

### Fusion et création de l'aéroport
Les deux aérodromes, Beddington et Waddon, se trouvent de chaque côté de Plough Lane (la voie allant au nord de Russell Hill près de Purley, dans l'ancienne carte ci-jointe).
Les deux aérodromes sont réunis après la fin de la Première Guerre mondiale pour devenir l'aérodrome de Croydon, la porte d'entrée de tous les vols internationaux à destination et en provenance de Londres. Le nouvel aérodrome ouvre ses portes 29 mars 1920 en remplacement de l'aérodrome civil temporaire sur un terrain de cavalerie à Hounslow Heath.
L'aéroport de Croydon (ancien code OACI : EGCR) est le principal et le seul aéroport international du Royaume-Uni pendant l'entre-deux-guerres,.
L'aérodrome enregistre une croissance des vols réguliers transportant des passagers, du courrier et du fret, les premières destinations étant l'aéroport de Paris-Le Bourget, Amsterdam et Rotterdam. Deux vols quotidiens au départ de Paris sont prévus pour faciliter la communication avec Londres lors de la Conférence de la paix de Paris (1919). En 1923, les vols vers l'aéroport de Berlin-Tempelhof commencent.
Croydon est le premier aéroport au monde à introduire le contrôle de la circulation aérienne et une tour de controle, et des procédures de localisation radio.
Lors de la formation de la première compagnie aérienne nationale britannique, Imperial Airways, le 31 mars 1924, Croydon devient la base opérationnelle de la nouvelle compagnie aérienne. Imperial Airways est la compagnie choisie par le gouvernement britannique pour développer des connexions avec les vastes intérêts outre-mer du Royaume-Uni. C'est donc depuis Croydon que la Grande-Bretagne développe pour la première fois ses routes européennes et long-courriers vers l'Inde, l'Afrique, le Moyen et l'Extrême-Orient, l'Asie, l'Afrique et l'Australie (en collaboration avec Qantas).
C'est à Croydon que les services internationaux réguliers de passagers commencent, utilisant initialement des bombardiers de guerre reconvertis, et la route Croydon – Le Bourget est rapidement devenue la plus fréquentée au monde. Le contrôle du trafic aérien est développé pour la première fois ici, tout comme l'appel de détresse Mayday. Amy Johnson décolle de Croydon le 5 mai 1930 pour son vol record vers l'Australie. En 1927, Charles Lindbergh arrive avec son Spirit of St. Louis, pour être accueilli par une foule enthousiaste de plus de cent mille personnes. Winston Churchill y prend des cours de pilotage.

### Bataille d'Angleterre
Pendant la Seconde Guerre mondiale l'aéroport est nommé RAF Croydon car son rôle devient celui d'un aérodrome d'avions de chasse pendant la bataille d'Angleterre ; et en 1943, le RAF Transport Command est créé sur le site, il utilise l'aéroport pour transporter des milliers de soldats à l'intérieur et à l'extérieur de l'Europe.
Le 15 août 1940, l'aéroport de Croydon est attaqué lors du premier raid aérien majeur sur la région de Londres. Vers 18 h 20, 22 chasseurs-bombardiers Messerschmitt Bf 110 et Messerschmitt Bf 109. L'arsenal est détruit, le terminal de l'aéroport civil est gravement endommagé. Un autre hangar et une quarantaine d'avions d'entraînement sont détruits. Six membres du personnel de l'aérodrome sont tués. L'usine britannique NSF (fabriquant des composants électriques) est presque entièrement détruite et l'usine de parfum Bourjois est détruite. L'usine Rollason Aircraft est également touchée par des bombes qui ont tué 62 civils et on compte 192 blessés. Huit des avions ennemis ont été abattus par les Hawker Hurricane des 32e et 111e escadrons.

### Après-guerre

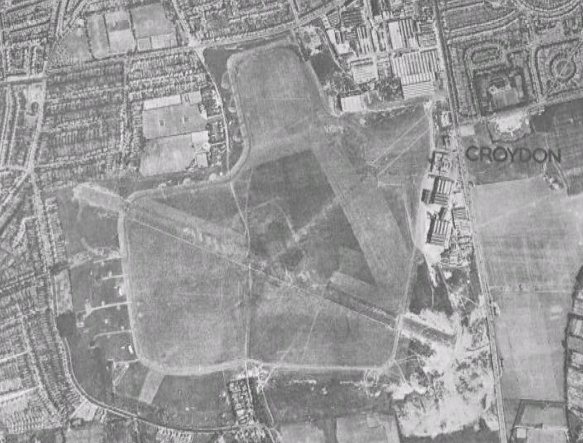
Photographie aérienne de l'aéroport de Croydon en 1945.

Après la Seconde Guerre mondiale, il redevient un aéroport civil, mais le rôle de principal aéroport international de Londres est devenu l'aéroport de Londres-Heathrow. L'aéroport de Croydon ferme ses portes en 1959.
Croydon redevient un aéroport civil en février 1946.

### Fermeture définitive
Il est décidé en 1952 que l'aéroport soit fermé, car l'aéroport de Blackbushe dans le Hampshire et l'aérodrome de Northolt dans le Middlesex peuvent accueillir des vols européens au cours des années 1950. Le dernier vol régulier de Croydon décolle à 18 h 15, le 30 septembre 1959  suivi du dernier avion (un vol privé) à 19 h 45.
L'aérodrome est officiellement fermé à 22 h 20. Il est connu sous huit noms différents.

### Le site aujourd'hui
Beaucoup du site de l'ancien aérodrome a été développé et occupé par le grand ensemble de Roundshaw, mais parti du terminal encore survive. L'édifice s'appelle Airport House, et l'ancienne tour de contrôle abrite un musée d'aviation. Se trouve aussi au sud un monument aux morts locaux de la Bataille d'Angleterre. Parti de l'ancienne piste aussi survive.
Vers toutes les rues sur le grand ensemble de Roundshaw sont nommées d'après les aviateurs (Lindbergh, Mollison, Alcock et Brown, de Havilland ...) ou les avions (Spitfire, Hurricane, Lancaster, Hunter ...).

## Voir Aussi